# Храбрецы
«Храбрецы́» (англ. The Valiant Ones, кит. трад. 忠烈圖, упр. 忠烈图, пиньинь Чжун ле ту) — гонконгский художественный фильм Кинга Ху в жанре уся. Главные роли исполнили Сюй Фэн, Бай Ин и Рой Цяо. В 2010 году фильм был показан на Международном кинофестивале в Токио.

## Сюжет
В последние годы правления династии Мин её воины сталкиваются с пиратами на южном побережье. Атаки войск на пиратов дороги и малоэффективны, и император Цзяцзин посылает стратега Юй Даю положить конец этому конфликту. Юй Даю выясняет, что местный чиновник вступил в сговор с пиратами. Член штаба Юя Даю, У Цзиюань, и его жена, У Жоши, притворяются наёмниками, чтобы проникнуть в штаб пиратов. Храбрецам вскоре удаётся заманить пиратов в засаду.

## В ролях
- Сюй Фэн — У Жоши
- Бай Ин — У Цзиюань
- Рой Цяо[англ.] — Юй Даю
- У Цзясян[кит.] — Линь Маохэ
- Тао Вэй — Ван Шикэ
- Лау Кон[англ.] — Тан Кэцзянь
- Хань Инцзе — Сюй Дун
- Ян Ви — генерал Чжоу Лидэ
- Ли Вэньтай — Лу Шаотан
- Саммо Хун — Бо Доцзинь (Хакататсу)
- Цзян Нань[кит.] — подчинённый Линя Маохэ
- Хао Люйжэнь[кит.] — старик Ли
- Ын Минчхой[кит.] — Чжоу Фа
- Юнь Сиутхинь — старый монах
- Чжао Лэй[англ.] — император Цзяцзин
- Ту Гуанци — генерал Чжу Вань[кит.]

## Кассовые сборы
Во время кинотеатрального проката в Гонконге с 19 февраля по 5 марта 1975 года фильм собрал 1 067 130,5 гонконгских долларов.

## Оценки
Картина получила положительные оценки кинокритиков.